# Boliglån
 Denne artikel bør gennemlæses af en person med fagkendskab for at sikre den faglige korrekthed.

Et boliglån er et lån optaget med sikkerhed/pant i en ejendom.
I Danmark kan lånetypen opdeles i følgende:
Realkreditlån: Boliglån, som normalt optages inden for 0-80 % af ejendommens værdi og gennem et realkreditinstitut. Disse finansieres via obligationer og den ny slags særligt dækkende realkreditobligationer kaldet SDRO.
Pantebreve: Boliglån, som normalt optages inden for 60-100 % af ejendommens værdi. De kaldes sælgerpantebreve, hvis de udstedes til sælgeren af ejendommen, og blot pantebreve, hvis de optages gennem boliglånsudbyder. Derudover kan der udstedes pantebrev til ejeren (ejerpantebrev), der kan lægges til sikkerhed for lån.
Banklån. Boliglån ydes også som almindelige banklån, dvs hvor der ikke udstedes obligationer på baggrund af lånet, men at banken blot finansieres det via sine øvrige finansieringskilder, herunder indlån. Der findes en række forskellige boliglån på det Danske marked, herunder variabelt forrentede boliglån, og prioritetslån. Alle bankerne tilbyder denne lånetype.